# ТГМ6
ТГМ6 — четырёхосный маневровый тепловоз с гидравлической передачей, сконструированный на Людиновском тепловозостроительном заводе. В целом схож с ТГМ3, 4, 5. В 1964 году был разработан проект данного тепловоза, а 1966 был построен первый. Серийно данный тепловоз выпускается с 1967 года. Первая партия тепловозов (62 машины) была построена в период с 1966 по 1970 гг.

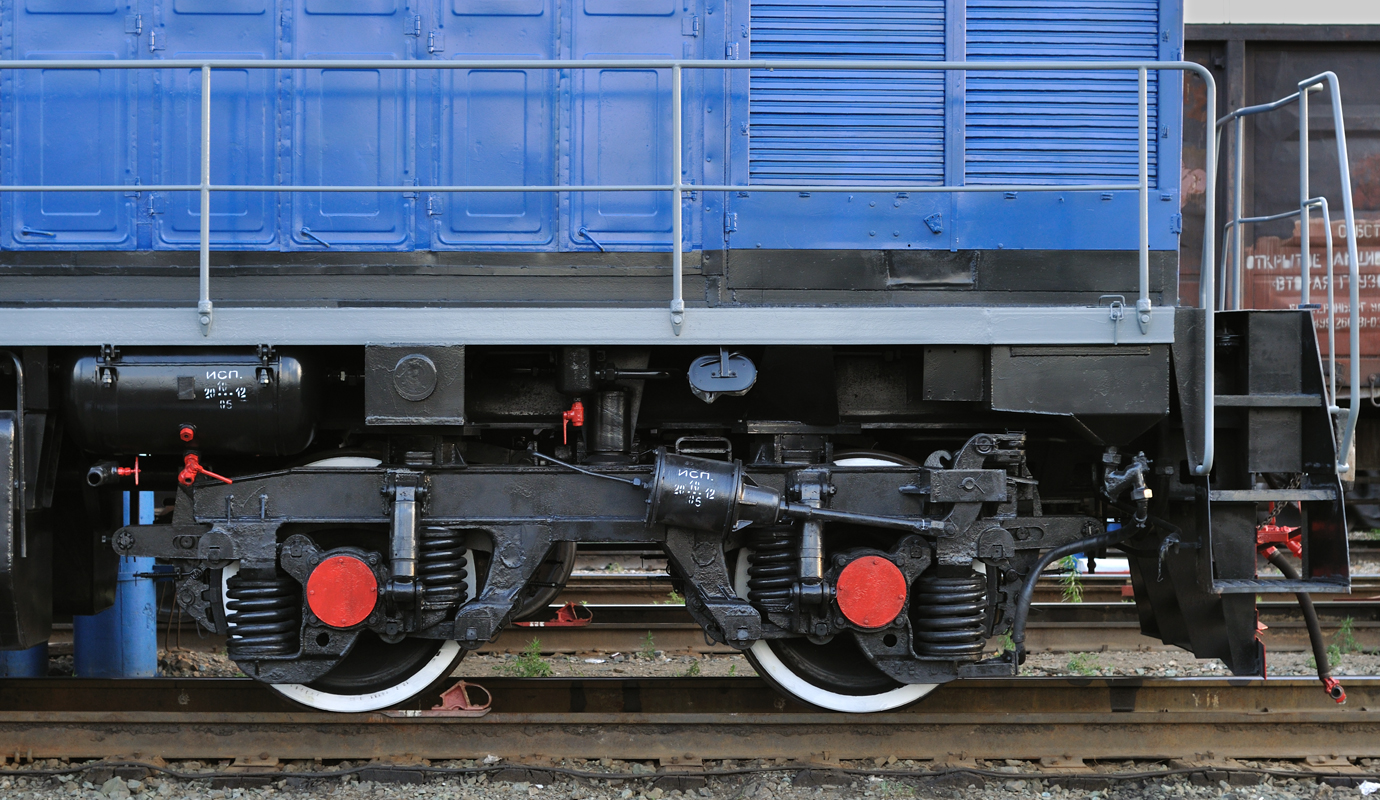
Бесчелюстная тележка ТГМ6Д

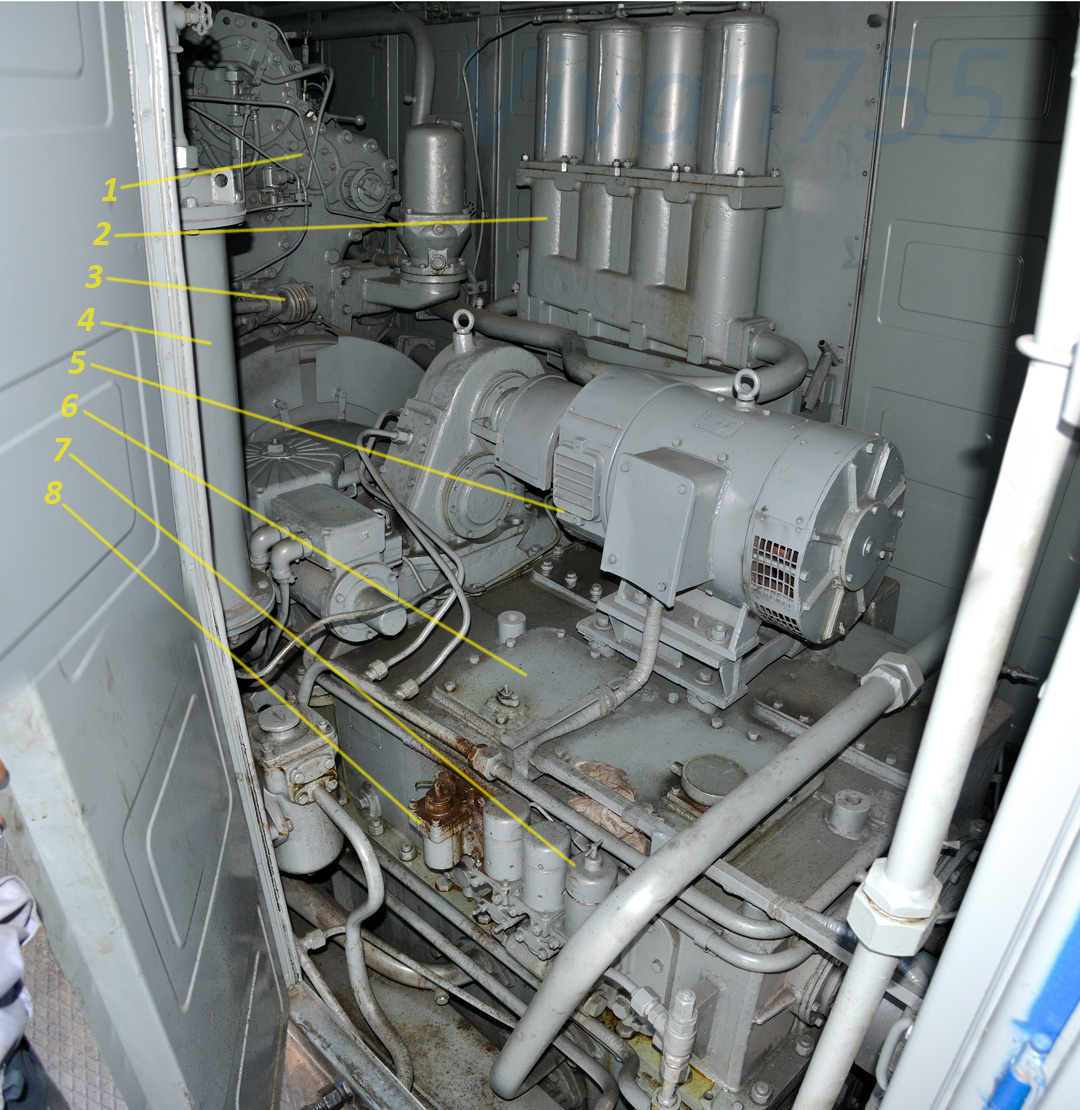
Задняя часть дизельного помещения

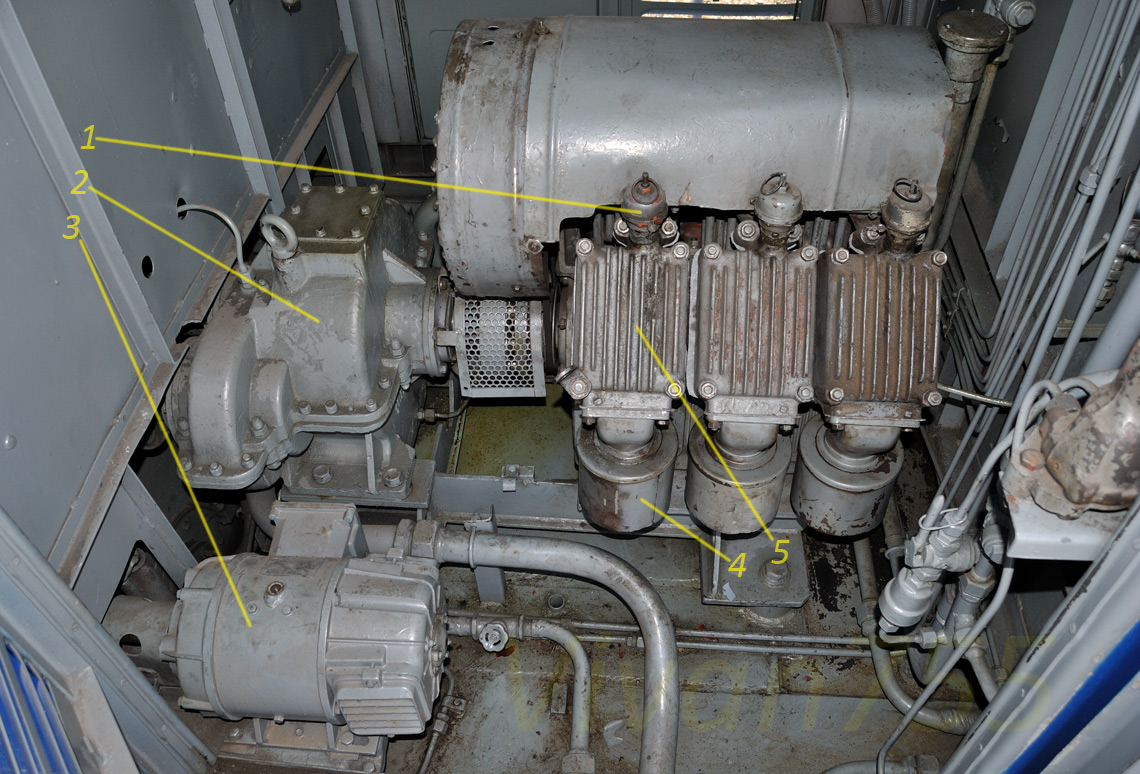
Компрессор с гидроредуктором

## Конструкция
ТГМ6 — рамный двухтележечный тепловоз с карданной передачей от гидропередачи к колёсным парам. Осевые редукторы двухступенчатые — первая ступень коническая, вторая ступень цилиндрическая. Дизель 3А-6Д49 — V-образный, 8-цилиндровый, из унифицированного ряда ЧН26/26 (четырёхтактные с наддувом, диаметр цилиндра и ход поршня — 260 мм) Коломенского завода, другие модификации которого устанавливаются на тепловозы ТЭМ7, 2ТЭ25А, модернизированные М62 (12-цилиндровые), 2ТЭ116, ТЭП70, ТЭП150 и модернизированные 2ТЭ10 (16-цилиндровые), речные суда и корабли (16-цилиндровые).
На ТГМ6, как и на других отечественных тепловозах с гидропередачей (ТГМ4, ТГ16), стоит унифицированная гидропередача в модификации УГП-1200. В передачу входят два гидротрансформатора для трогания и разгона, гидромуфта для движения на больших скоростях и реверс-режимный редуктор для выбора режима (маневровый или поездной) и направления движения. На поездном режиме тепловоз имеет максимальную силу тяги 14 тс при скорости 14 км/ч и максимальную скорость 80 км/ч, на маневровом — 25,1 тс при скорости 8,6 км/ч и 40 км/ч соответственно. Управление УГП — электрическое. От реверс-режимного редуктора к осевым редукторам внутренних (2-й и 3-й) колёсных пар идут карданные валы, от внутренних редукторов — валы к внешним (1-му и 4-му). В каждом осевом редукторе установлен масляный насос с клапанной коробкой, позволяющей насосу создавать давление независимо от направления движения тепловоза. Заливается в редукторы трансмиссионное масло ТСп.
Управление дизелем — электрическое дистанционное с восемью позициями мощности, минимальные обороты (0-я и 1-я позиции) — 420 мин−1, максимальные (8-я позиция) — 1000 мин−1. Привод вентилятора холодильника и компрессора — через гидромуфты регулируемого наполнения, что позволяет обеспечивать 2/3 производительности компрессора на первой позиции, полную производительность — с 3-й позиции, при дальнейшем росте оборотов дизеля открываются клапаны на гидромуфте и обороты компрессора поддерживаются на уровне 1450 мин−1. Компрессор — 6-цилиндровый V-образный типа ПК-5,25. Запуск дизеля — электрический от электростартёра ЭС-2, напряжение бортсети — 75 В, выдаётся аккумуляторной батареей 32ТН-450, а при работающем дизеле — вспомогательным генератором КГ-12, установленным на гидропередаче.

## Модификации

### ТГМ6А
Модифицированный вариант. В ходе выпуска производились изменения, в частности, был увеличен вес тепловоза. Всего с 1970 по 1989 год построено 2435 секций. Отличительная особенность — отсутствие малого капота.

### ТГМ8
Оформлен как новая серия, но имеет много общего с прототипом (ТГМ6А). Экспортный тепловоз с дизелем 3АЭ-6Д49 и гидропередачей УГП-1200. Помимо базового исполнения (ТГМ8) выпускались разные модификации — ТГМ8К, ТГМ8П, ТГМ8Э, ТГМ8ЭК, ТГМ8КМ.

### ТГМ6Б
ТГМ6А-0394 в качестве эксперимента был укомплектован бесчелюстными тележками и получил новую серию ТГМ6Б.

### ТГМ6В
Модернизированный тепловоз с усовершенствованиями, позже перекочевавшими на ТГМ6Д. Имеет отдельную нумерацию и был выпущен в количестве 236 штук в период с 1988 по 1990 годы. На этом тепловозе используется дизель 7-6Д49 с рабочими оборотами 350—950 мин−1 и гидропередача только с двумя гидротрансформаторами.

### ТГМ6В-39XXX
В начале 1990-х годов завод начал выпуск тепловозов ТГМ6В для поставок на Кубу. Этот вариант был обозначен аналогично (ТГМ6В), однако имел особенную нумерацию. Номера присваивались в пятизначном формате 39XXX, где 39 — часть номера (диапазон), соответствующая серии локомотива, а XXX — порядковый номер (следует отметить, что созданный позже тепловоз ТГМ6Д также имел вариант для Кубы, причём с тем же диапазоном 39XXX; нумерация была сквозной с ТГМ6В-39XXX). При этом обозначение ТГМ6В на Кубе также сохранялось (с написанием на кириллице).

### ТГМ6Д
Выпускается с 1991 года (к 2016 году выпущено 411 машин). В тепловозе много наработок от ТГМ4Б. Одно из отличий от прежних моделей — наличие малого (заднего) капота. С 250-х номеров выпускается на бесчелюстных тележках. Как и его предшественник, тепловоз оборудован дизелем 7-6Д49 (но на тепловозе также могут использоваться и другие двигатели).

### ТГМ6Д-39XXX
Как уже было сказано ранее, выпускалась версия ТГМ6Д для Кубы, с особыми номерами 39XXX. Аналогично ТГМ6В-39XXX, сохранялось кириллическое написание обозначения ТГМ6Д на корпусах тепловозов. После распада СССР в начале 1990-х годов было построено не менее восьми тепловозов в модификации ТГМ6Д для экспорта на Кубу. Они имели вес 78 т (вместо 90 т у базовой модели) и дизель, приспособленный для работы в субтропическом климате.
Но некоторые из этих тепловозов так и не были отправлены на Кубу. Они были переделаны для работы в климатических условиях России и проданы промышленным предприятиям, но по неизвестной причине сохранили кубинские номера (на бортах серия обозначена как ТГМ6Д-39ХХХ).